# Maniltoa vestita
Maniltoa vestita é uma espécie vegetal da família Fabaceae.
Apenas pode ser encontrada nas Fiji.